# Kerstin Kramer

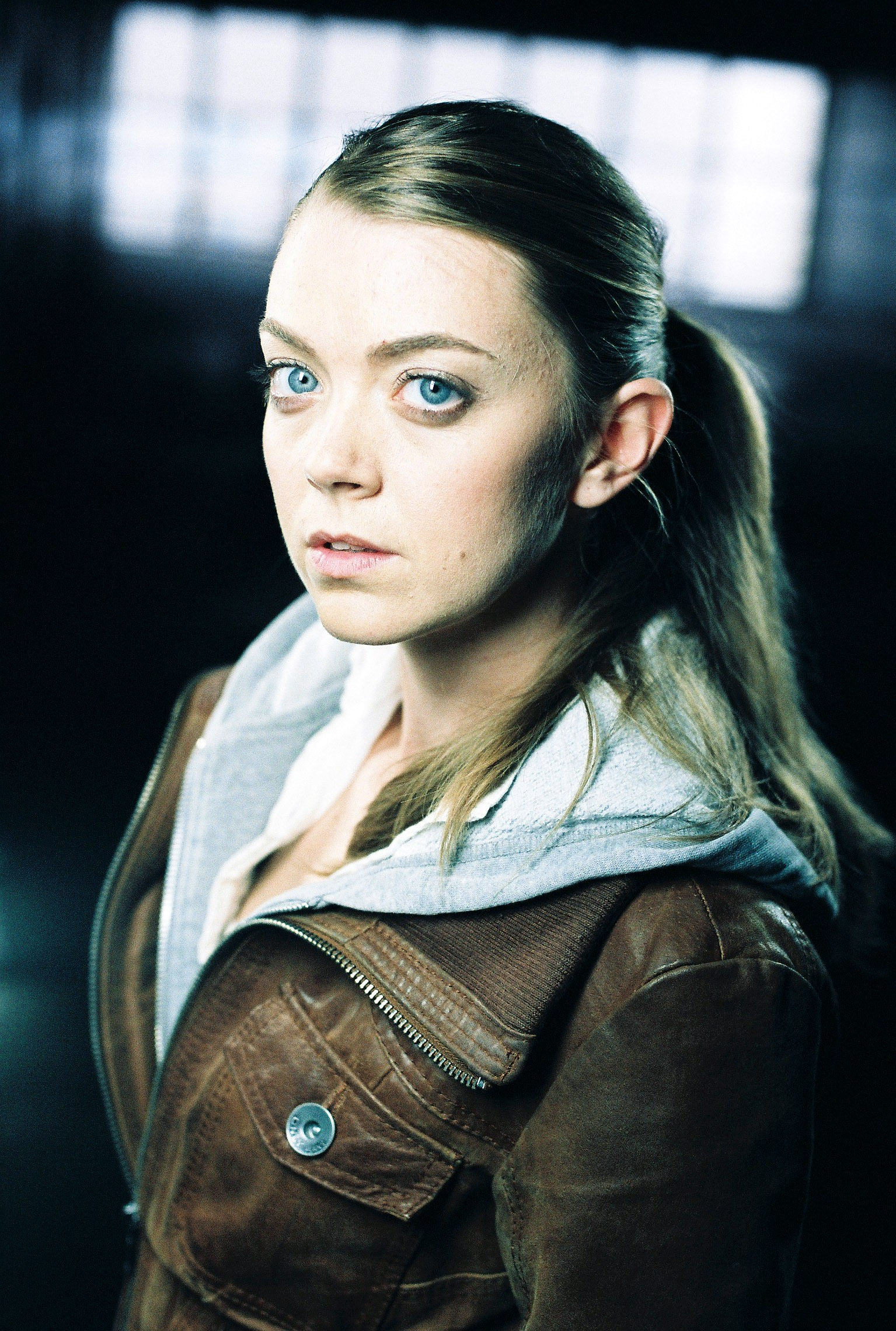
Kerstin Kramer

Kerstin Kramer (* 13. Dezember 1977 in Schwerte) ist eine deutsche Schauspielerin und Moderatorin des  als rechtsnational einzustufenden Onlineradios Kontrafunk.

## Leben
In ihrer Jugendzeit tanzte Kerstin Kramer viel, auch Ballett. Zwischen 1994 und 1998 wurde sie u. a. Deutscher Meister und Vizemeister im Paar- und Solotanz.
1997 trat sie als Moderatorin beim Kindersender Nickelodeon das erste Mal vor die Kamera (bis 1998).
Nach dem Abitur absolvierte Kramer in den Jahren 1998/99 eine Ausbildung zur Theaterpädagogin im Bereich Improvisationstheater; zu dieser Zeit moderierte sie bei Bravo TV. Ab 1999 nahm sie privaten Schauspielunterricht, nebenbei trat sie in einer Gastrolle bei Unter uns (RTL) auf.
Im Jahr 2000 erhielt sie die Rolle der Alexa Seifert in der Soap Verbotene Liebe, die sie bis 2003 ausfüllte und einem breiten Publikum bekannt machte. 2001 nahm sie eine Gastrolle bei Nesthocker (ZDF) an.
Ab 2004, nach dem Ende der Seifenopernrolle, spielte Kramer in mehreren TV-, Kino- und Kurzfilmen, dazu gehören Fabrixx (ARD 2004), Papa ist der Boss (ZDF 2004), Die Schneekönigin (2004), Alle lieben Jimmy (RTL 2005), Die Dinge zwischen uns (Berlinale 2008) und Stolberg (ZDF 2008).
Seit dieser Zeit spielt sie auch Theater, unter anderem an den Kölner Häusern Theater am Sachsenring (mit Engagements für Wer hat Angst vor Virginia Woolf? (Süße), Das Fest (Linda)) und am Schauspiel Köln (Schwanensee (Odette/Odile)) sowie am Schlosstheater Moers (Yvonne die Burgunderprinzessin (Isa)).
2009 spielte sie die Helena in Shakespears Sommernachtstraum und weitere Rollen in Jim Knopf und Lukas, der Lokomotivführer sowie Cyrano de Bergerac (Musicalfassung von Marc Schubring und Wolfgang Adenberg) bei den Clingenburg Festspielen in Klingenberg am Main.
Kramer ist festes Ensemblemitglied am Theater Freudenhaus in Essen und Schirmherrin eines Ronald McDonald Hauses in Bad Oeynhausen.

## Filmografie (Auswahl)
- 2004: Fabrixx (TV-Serie)
- 2004: Papa ist der Boss
- 2004: Die Schneekönigin (Kurzfilm)
- 2006: Alle lieben Jimmy
- 2008: Die Dinge zwischen uns
- 2008: Kommissar Stolberg
- 2013: Das Mädchen mit den Schwefelhölzern
- 2014: Nicht mein Tag